# Congregación Mater Dei
La Congregación Mater Dei es una congregación religiosa católica femenina contemplativa y catequista de derecho diocesano.

## Historia
La congregación fue fundada el 25 de diciembre de 1977 en San Luis por la Madre María de Jesús Becerra con el objetivo específico de formar catequistas y jóvenes estudiantes y rezar el Oficio Divino en latín y gregoriano . El instituto fue aprobado el 6 de enero de 2001 por Juan Rodolfo Laise, obispo de la Diócesis de San Luis, Argentina . Las hermanas hicieron sus votos perpetuos en la catedral el 2 de febrero de 2001, fiesta de la Presentación de Jesús en el Templo.
La congregación eligió a Santo Tomás de Aquino como protector especial porque el Concilio Vaticano II insistió en la necesidad de la enseñanza de su pensamiento para la construcción de la doctrina católica. San Pío X es el segundo protector del instituto.
El 19 de marzo de 2019 se trasladaron al monasterio de Saint-Joseph du Bessillon en sustitución de las hermanas benedictinas.

## Actividades y difusión
Las hermanas publican catecismos y otros textos religiosos y difunden la fe a través de los medios de comunicación mientras buscan promover el esplendor del culto en las celebraciones litúrgicas.
Están presentes en:
- América : Argentina, Chile, Canadá.[6]
- Europa : Francia, España e Italia.

La casa madre está en San Luis.